# Richard Brooks
Richard Brooks (Filadélfia, 18 de maio de 1912 – 11 de março de 1992) foi um roteirista, cineasta e eventualmente produtor estadunidense.

## Biografia
Descendente de judeus russos que emigraram para a Filadélfia, Pensilvânia, seu nome verdadeiro era Ruben Sax. Estudou na Temple University e trabalhou como repórter esportivo em muitos jornais (Atlantic City Press Union, Philadelphia Record e o New York World-Telegram), depois se transferiu para o rádio. Foi da equipe de escritores da rede NBC nos anos de 1930, antes de tentar a direção teatral no Teatro Mill Pond de Nova Iorque. Richard Brooks passaria ainda muitos anos nas equipes de escritores de Hollywood, roteirizando produções de baixo orçamento e seriados até entrar para a Marinha e servir como fuzileiro naval.
A publicação da sua segunda novela chamada Splinters em 1930, e principalmente a novela de 1937, The Brick Foxhole, lhe trouxeram êxito. Neste último livro é contada a história de um grupo de marines que se envolvem no assassinato de um homossexual, uma crítica à intolerância. O livro foi adaptado para o cinema em 1947, com o nome de Crossfire, mudando a intolerância à homossexualidade para o anti-semitismo (Brooks recebeu o crédito pelo livro, mas foi impedido contratualmente de interferir no roteiro).
Nos anos 40 escreveu os elogiados roteiros de Key Largo e Brute Force, grandes exemplares da onda dos filme noir. Em 1950 ele dirigiu o filme Crisis, com um protagonista sombrio interpretado pelo astro Cary Grant. Somente nos anos de 1960 ele venceria o Oscar como melhor roteiro adaptado com o filme Elmer Gantry. Foi indicado nessa categoria pelos filmes Blackboard Jungle (1955), Cat on a hot tin roof (1958), The Professionals (1966), e In Cold Blood (1967). Neste último foi premiado com o David de melhor diretor de 1968.
Outros trabalhos notáveis de Richard Brooks como diretor foram Os Irmãos Karamazov, (com Yul Brynner), baseado na obra do escritor russo Fiódor Dostoievski, Lord Jim (com Peter O'Toole) e A última vez que vi Paris (com Elizabeth Taylor).

## Vida pessoal
Em 1965, Richard Brooks se casou com a atriz britânica Jean Simmons, a quem ele havia dirigido em Elmer Gantry. O casal teve uma filha e se divorciou em 1977. Antes, em 1941, ele havia se casado com a também atriz Jean Brooks, de quem se divorciou em 1944.
Brooks morreu de problemas cardíacos em 1992 em Beverly Hills, Califórnia e foi sepultado no "Hillside Memorial Park Cemetery" em Culver City, Califórnia. Pela sua contribuição ao cinema, Brooks ganhou uma estrela na Calçada da Fama, no número 6422 da Hollywood Blvd.

## Filmografia

### Diretor
- 1950: Crisis
- 1952: The Light Touch (pt: O milagre do quadro)
- 1952: Deadline USA (pt: A última ameaça)
- 1953: Battle Circus (pt: Circo infernal)
- 1953: Take the high Ground! (pt: Como se fazem os heróis)
- 1954: Flame and the Flesh
- 1954: The Last Time I Saw Paris (pt: A última vez que vi Paris)
- 1955: Blackboard Jungle (pt: Sementes de violência)
- 1956: The Last Hunt (pt: A última caçada)
- 1956: The Catered Affair (pt: A festa de casamento)
- 1957: Something of Value (pt: Sangue sobre a Terra)
- 1958: The Brothers Karamazov (pt: Os Irmãos Karamazov)
- 1958: Cat on a hot tin roof (pt: Gata em teto de zinco quente)
- 1960: Elmer Gantry (pt: Entre Deus e o Pecado)
- 1962: Sweet Bird of Youth (pt: Corações na penumbra)
- 1965: Lord Jim (pt: Lord Jim)
- 1966: The Professionals (pt: Os profissionais)
- 1967: In Cold Blood (pt: A sangue frio)
- 1969: The Happy Ending (br: Tempo para Amar, Tempo para Esquecer; pt: Amar sem amor)
- 1971: Dollars ($) (pt: O assalto)
- 1975: Bite the Bullet (pt: O risco de uma decisão)
- 1977: Looking for Mr. Goodbar (pt: À procura de um homem)
- 1982: Wrong Is Right (pt: O homem das lentes mortais)
- 1985: Fever Pitch (pt: Amor em jogo)

### Roteirista
Richard Brooks foi o roteirista de todos os filmes que dirigiu, exceto "Take the high Ground !", "Flame and the Flesh" e "The Catered Affair".
- 1942: Men of Texas de Ray Enright
- 1943: White Savage de Arthur Lubin
- 1944: Cobra Woman de Robert Siodmak (corroteirista)
- 1946: The Killers de Robert Siodmak (corroteirista, não creditado)
- 1946: Swell Guy de Frank Tuttle
- 1947: Brute Force de Jules Dassin (corroteirista)
- 1948: Key Largo de John Huston (corroteirista)
- 1948: To the Victor de Delmer Daves
- 1949: Any Number can play de Mervyn LeRoy
- 1950: Mystery Street de John Sturges (corroteirista)
- 1951: Storm Warning de Stuart Heisler (corroteirista)
- 1967: In Cold Blood ( A sangue frio)

### Produtor
- 1965: Lord Jim
- 1966: The Professionals
- 1967: In Cold Blood ( A sangue frio)
- 1969: The Happy Ending
- 1975: Bite the Bullet
- 1982: Wrong is Right

### Outros
- 1942: Sin Town de Ray Enright (diálogos adicionais)
- 1943: Don Winslow of the Coast Guard de Lewis D. Collins e Ray Taylor (diálogos adicionais)
- 1944: My Best Gal de Anthony Mann (adaptação)
- 1947: Crossfire de Edward Dmytryk (adaptação da novela The Brick Foxhole)